# 呂宋黑巨口魚
呂宋黑巨口魚（学名：Melanostomias globulifer）为輻鰭魚綱巨口鱼目巨口鱼科的其中一種。分布於西太平洋海域，為深海魚類，棲息深度可達544公尺。

## 扩展阅读
維基物種上的相關：呂宋黑巨口魚